# Rasa de Llera
La Rasa de Llera és un torrent afluent per l'esquerra de la Rasa de Solsona, al Solsonès.

## Descripció
Neix al vessant septentrional del Serrat de Rotgers, a poc més de 55 m. a llevant de la masia de Llera. De direcció predominant E-O, passa a tocar de la masia que li dona nom abans d'abocar les seves aigües a la Rasa de Solsona.

## Territoris que travessa
La Rasa de Llera fa tot el seu curs pel terme municipal de Lladurs.

## Xarxa hidrogràfica
La Rasa de Llera no té cap afluent.